# Professore a contratto
Il professore a contratto è un docente che collabora all'interno di una istituzione universitaria non facendo parte del personale interno strutturato, ma svolgendo comunque attività di insegnamento continuativa all'interno di un corso di laurea. È generalmente una personalità esperta nella materia di insegnamento, reclutata per esigenze didattiche specifiche e circoscritte nel tempo.
In Italia nel 2021 ci sono 39 000 professori di ruolo con stipendio (ovvero associati e ordinari) e 31 000 professori a contratto senza stipendio. Pertanto quasi la metà dei professori universitari italiani è non strutturato e insegna a titolo quasi gratuito.
La rappresentanza dei professori a contratto ha, negli anni, assunto carattere via via sempre più urgente. A tal proposito, dopo la costituzione di diversi gruppi informali nel corso dell'ultimo ventennio, è nata nel 2022 l'Associazione Nazionale Professori Universitari a Contratto (ANPUC)  la cui funzione primaria è, appunto, quella di fornire rappresentanza e dare visibilità ai/alle professori/professoresse a contratto.

## Nel mondo
Gli ordinamenti universitari nazionali prevedono una differente normativa a regolamentazione della figura.

### Italia
La figura venne introdotta nel 1980 e la disciplina generale venne risistemata col decreto del MURST 21 maggio 1998, n. 242 e poi riordinata con la legge 4 novembre 2005, n. 230. È necessario essere in possesso di una elevata qualificazione scientifica valutabile dalle università in Italia. In genere il titolo di Dottore di Ricerca è considerato titolo preferenziale. Il rapporto di lavoro è regolato da contratti di diritto privato con rapporto di lavoro a tempo determinato della durata massima di tre anni, con un ente formativo universitario. Viene generalmente reclutato per esigenze didattiche specifiche e circoscritte nel tempo (in genere un anno accademico), con collaborazione coordinata e continuativa a tempo determinato, rinnovabile e attivato in ragione di specifiche esigenze didattiche, la cui remunerazione è rimessa alla valutazione del dipartimento universitario. 
La retribuzione del professore a contratto è stabilita dai singoli atenei tra i 25 e i 50 euro lordi per le sole ore di didattica frontale ma lavora a titolo gratuito per tutte le ore relative alle altre mansioni. In alcuni casi, la docenza può venire svolta anche a titolo gratuito. Il professore a contratto è tenuto a svolgere le lezioni del corso affidatogli e gli esami di profitto per la durata dell'anno accademico, nonché a essere eventualmente relatore di tesi di laurea attribuite durante l'anno accademico in cui è titolare del contratto. Negli organi universitari gode di elettorato attivo, ma non di quello passivo; l'aver espletato uno o più incarichi di insegnamento costituisce titolo di preferenza valutabile dalle università nei concorsi per professore universitario, inoltre alcune università prevedono da statuto che il compenso massimo del professore a contratto, non mensile ma in unica soluzione, non possa superare la metà di quella di un professore associato.
Il professore a contratto svolge in sostanza le stesse mansioni accademiche del professore associato consistenti in erogazione della didattica ad una o più classi nel corso dell’intero anno accademico, svolgimento degli esami di profitto scritti ed orali e verbalizzazione, partecipazione ai Consigli di Facoltà, ricevimento studenti, partecipazione a commissioni di laurea, relatore di tesi di laurea. La remunerazione media del professore a contratto in Italia è di 4000 euro lordi all’anno per tali mansioni. La remunerazione ufficialmente è erogata per le sole ore di didattica frontale, pertanto in media 4000 euro lordi l’anno (circa 3000 euro netti l’anno) per 150 ore di didattica frontale, il resto delle mansioni menzionate è svolto a titolo gratuito. Nella maggior parte dei casi l’incarico è svolto in una città diversa da quella di residenza, come lavoratori pendolari non sono tuttavia previsti rimborsi per spostamenti e soggiorno. La remunerazione spesso non è mensile ma erogata in un’unica soluzione a fine anno accademico. Nel 2020 circa il 50% dei professori universitari è costituito da professori a contratto, percentuale che sale presso gli atenei non statali e in base alla materia (SSD Settore Scientifico Disciplinare) fino a l'80%.
|                                             | Professore ordinario | Professore associato | RTD A B | Professore a contratto | Assegnista di ricerca | Cultore della materia | Amministrativi |
| ------------------------------------------- | -------------------- | -------------------- | ------- | ---------------------- | --------------------- | --------------------- | -------------- |
| Stesura programmi didattici                 | X                    | X                    | X       | X                      |                       | X                     |                |
| Erogazione lezioni frontali                 | X                    | X                    | X       | X                      |                       | X                     |                |
| Preparazione delle lezioni                  | X                    | X                    | X       | X                      |                       | X                     |                |
| Ricevimento studenti                        | X                    | X                    | X       | X                      |                       |                       |                |
| Esami scritti e orali con verbalizzazione   | X                    | X                    | X       | X                      |                       | X                     |                |
| Presa in carico tesi come relatore          | X                    | X                    | X       | X                      |                       |                       |                |
| Partecipazione a commissioni di laurea      | X                    | X                    | X       | X                      |                       |                       |                |
| Burocrazia accademica                       | X                    | X                    | X       | X                      | X                     |                       | X              |
| Partecipazione ai Consigli di Facoltà       | X                    | X                    | X       | X                      |                       |                       |                |
| Ricerca scientifica: prodotti della ricerca | X                    | X                    | X       | de facto               | X                     |                       |                |
| Retribuzione media annua                    | 50000 €              | 35000 €              | 25000 € | 3000 €                 | 15000 €               | gratuito              | 35000 €        |
| Contratto                                   | Indeterminato        | Indeterminato        | 3 anni  | 1 anno                 | 1 anno                | 3 anni                | Indeterminato  |
| Personale anno 2020                         | 14 177               | 23 147               | 9 808   | 28 527                 | 15 489                |                       | 53 306         |
| Fonti:                                      |                      |                      |         |                        |                       |                       |                |

Casi studio:
- Nel 2021 l'Università di Bologna conta 4 167 docenti di cui 1.313 docenti a contratto ovvero il 33% sono docenti a contratto quindi 1/3 del personale docente.[25] Nel 2023 il personale docente incardinato presso l’Ateneo di Bologna conta 3.382 unità (941 ordinari, 1.436 associati, 178 Ricercatori a tempo indeterminato ad esaurimento, 449 rtdA, 365 rtdB, 13 rTT), mentre i decenti a contratto sono 1.378 unità.[26] Le ore di didattica frontale per anno accademico sono: ordinari e associati 120 ore, rtdA 60 ore, rtdB 60 ore, rTT 60 ore.[27]
- L'Università degli Studi e-Campus nel 2023 annovera nel personale docente: 8 Professori Ordinari, 80 Professori Associati, 1 Ricercatori, 26 Ricercatori a tempo determinato, 366 Professori a contratto. Pertanto 89 posizioni con stipendio indeterminato, 26 posizioni con stipendio a tempo determinato con contratto di 3 anni e 366 posizioni senza stipendio con contratto di 1 anno.[28]

### Francia
Nelle università statali francesi ci sono varie posizioni accademiche a contratto: 
- PRAG, professore di scuola secondaria che insegna anche a livello universitario (per esempio, di lingua straniera).
- Professeur invité, simile al professor of practice degli Stati Uniti.
- Attaché temporaire d'enseignement et de recherche (ATER): generalmente uno studente o PhD con un contratto e con mansioni sia di ricerca che di assistenza didattica.
- Allocataire de recherche-moniteur, simile alla posizione ATER.

### Stati Uniti d'America
Il sistema statunitense prevede per i docenti forme di collaborazione generalmente stabili. Di conseguenza, le posizioni che da un punto di vista contrattuale sono più prossime al professore a contratto sono il Fellow (borsista) e il Research Associate, gestiti per lo più per mezzo di contratti a termine per ricercatori già in possesso di dottorato. La figura, però, non è considerata di norma un incarico di docenza, nonostante possa prevedere doveri di insegnamento. È in alcuni casi sovrapponibile alla posizione di adjunct professor, visiting professor, visiting researcher o research fellow. In genere in Italia il termine Professore a contratto è tradotto con Adjunct Professor in quanto è la figura più simile, tuttavia, a parità di mansioni, negli USA la figura ha uno stipendio ed in Italia ne è privo.